# De Krokante Leesmap
De Krokante Leesmap was een Nederlandse podcast van BNNVARA die werd gepresenteerd door Marcel van Roosmalen, Roelof de Vries en Noortje Veldhuizen. Bij de start van de podcast was de opzet dat er tijdschriften en bladen werden besproken. Na de eerste  lockdown als gevolg van de coronacrisis volgden onder de noemer 'The Coronafiles' afleveringen waarin de presentatoren fictief op reis gingen. Vanaf september 2020 volgde een nieuw format 'DKL Tours' waarbij de presentatoren toeristische trekpleisters in eigen land aandeden. Na de aanscherping van de coronamaatregelen volgden vanaf november weer nieuwe afleveringen van 'The Coronafiles' waarin de favoriete boeken van de presentatoren besproken werden.    
Iedere aflevering duurde ongeveer 30 tot 45 minuten. De eerste aflevering was op 1 februari 2018. Aanvankelijk kwam er eens in twee weken een nieuwe aflevering. Het werd tevens uitgezonden in het Radio 1-nachtprogramma De nacht van de radio van BNNVARA. Op 26 december 2018 werd De Krokante Kerstmap overdag uitgezonden in plaats van De Nieuws BV, rechtstreeks vanuit Van Roosmalens huis. Vanaf 1 januari 2019 stond het als afzonderlijk nachtprogramma in de radiogids, na Onze man in Deventer. Vanaf 1 februari 2019 was er wekelijks een nieuwe aflevering, vanaf 4 september 2019 was het echter weer een twee-wekelijkse podcast. De podcast stond doorgaans op de 1ste of 2de plaats in de ranking Apple Podcasts Netherlands: Comedy en schommelde tussen de 2de en de 33ste plaats in Apple Podcasts: All Podcasts. De tune van het programma is Cheesy Old Goat Tango van Matthew Moore, de tune voor telefoongesprekken is Bananaphone van Raffi.

## Inhoud
De eerste opzet van de podcast draaide om  het bespreken van tijdschriften en het kiezen van het beste (krokantste) artikel daaruit. Het draaide echter voor een groot deel uit op ruzies onderling en geklets en geklaag over dagelijkse beslommeringen. Aan het eind van iedere aflevering gaf het trio elkaar punten voor het krokantste artikel. Vanaf maart 2020 volgden twee nieuwe formats: 'The Coronafiles', waarin alternatieve uitzendingen werden gemaakt in verband met de beperkingen als gevolg van de maatregelen van het coronavirus, en 'DKL Tours', waarbij de presentatoren toeristische trekpleisters in eigen land aandeden en beoordeelden. De hotspots werden beoordeeld op verschillende categorieën. Als gevolg van een hoog opgelopen ruzie is aflevering 48 nooit uitgezonden.  Per mei 2022 hield de Krokante Leesmap op te bestaan en gingen de makers voor het betaalde platform Podimo verder onder de naam Radio Romano.

## Prijzen
De serie won in 2019 en 2020 de Dutch Podcast Award in de categorie Media & Opinie. In 2019 en 2020 werd ze genomineerd voor een Online Radio Award.